# 辻川泰史
辻川泰史（つじかわ やすし、1978年1月5日 - ）は、日本の実業家。著者。
株式会社はっぴーライフ代表取締役。
株式会社エイチエル代表取締役。

## 経歴
東京都国分寺市生まれ。日本福祉教育専門学校卒業。高校時代に老人ホームでボランティアを行ったことが介護の仕事をはじめるきっかけとなった（著書より）。
田原総一朗氏が連載を持つ、月刊誌「BIGtomorrow（ビッグ・トゥモロウ）」の現場主義にて介護業界のホープとして取材を受ける。
その際に田原総一朗氏が直々に「朝まで生テレビ」の出演を依頼する。
2009年10月23日「朝まで生テレビ」
共演した猪瀬直樹氏（当時、東京都副都知事）に「介護職でも月給40万円が可能」という発言に注目され、猪瀬氏自身の東京MXテレビ「東京からはじめよう」にて対談を行う。
2013年度は岩手県長寿社会課より委託を受け、1年間のプロジェクトを行う。
テレビ出演
「みのもんたのさたでーズバッと」
「NEWS FINE」
「モーニングバード」
「私の何がイケないの？」
「おはよう日本」
BSフジ
介護ビジネス最前線
の企画及びコーディネートを行う

## 著書
- 「福祉の仕事を人生に活かす」中央法規出版 2009年11月
- 「10年後を後悔しない20の言葉」講談社　2011年9月
- 「デイサービス開業と経営実践ガイド」誠文堂新光社　2012年7月
- 「デイサービス開業・運営のしかた」秀和システム　2012年10月
- 「これならわかる＜スッキリ図解＞介護ビジネス」翔泳社　2013年11月
- 「デイサービスのはじめかた・つづけかた」秀和システム　2014年1月
- 「ブランディングによる人の集め方・活かし方（介護福祉経営士実行力テキストシリーズ）」日本医療企画　2014年7月